# Pseudothalera stigmatica
Pseudothalera stigmatica är en fjärilsart som beskrevs av W. Warren 1895. Pseudothalera stigmatica ingår i släktet Pseudothalera och familjen mätare. Inga underarter finns listade.